# Spergularia marina
Spergularia marina, también llamada Spergularia salina, es una especie de planta fanerógama, perteneciente a la familia Caryophyllaceae.
S. marina es una planta anual o a veces perenne, cosmopolita, con tallos de hasta 35 cm de largo. Como otras especies de Spergularia, sus flores tienen pétalos blancos a rosas, con sépalos usualmente más largos que los pétalos, de 2,5 a 4 mm . Las plantas son tolerantes a la sal, se encuentran en áreas costeras marítimas y en zonas salinas del interior.